# Дубровинский (Тюменская область)
Дубровинский — посёлок в Упоровском районе Тюменской области России. Входит в состав Видоновского сельского поселения.

## География
Посёлок находится на юго-западе Тюменской области, в пределах юго-западной части Западно-Сибирской низменности, в лесостепной зоне. Расположен в верховьях речки Широкий. Расстояние до деревни Видонова 8 км, села Емуртла 19 км, районного центра села Упорово 43 км, города Заводоуковска 88 км, города Тюмени 182 км.

### Климат
Климат континентальный с холодной продолжительной зимой и тёплым относительно коротким летом. Средняя температура воздуха самого холодного месяца (января) — −18,7 °C (абсолютный минимум — −47,3 °C); самого тёплого месяца (июля) — 18 °C (абсолютный максимум — 38,4 °С). Безморозный период длится в среднем 111 дней. Среднегодовое количество атмосферных осадков составляет 181—469 мм, из которых 70 % выпадает в тёплый период. Продолжительность залегания снежного покрова составляет в среднем 164 дня.

## История
Поселок образован в 1929 году как производственное 2-е отделение ЗСХ «Новозаимский». С 1934 года вошло в состав зерносовхоза «Емуртлинский» как 5-е отделение, с 1937 года в ЗСХ «Новозаимский», с 1941 года в ЗСХ «Емуртлинский». С 1929 года отделение входило в состав Видоновского сельсовета Новозаимского района, с 6.02.1943 года в составе Упоровского района. 

### Часовой пояс
Посёлок Дубровинский, как и вся Тюменская область, находится в часовой зоне МСК+2. Смещение применяемого времени относительно UTC составляет +5:00.

## Население
| 1989. | 2002 | 2010 | 2021 |
| 130   | 160  | 160  | 158  |

| 2010 |
| ---- |
| 160  |

## Инфраструктура
В поселке 2 улицы: Заречная и Лесная.

## Галерея

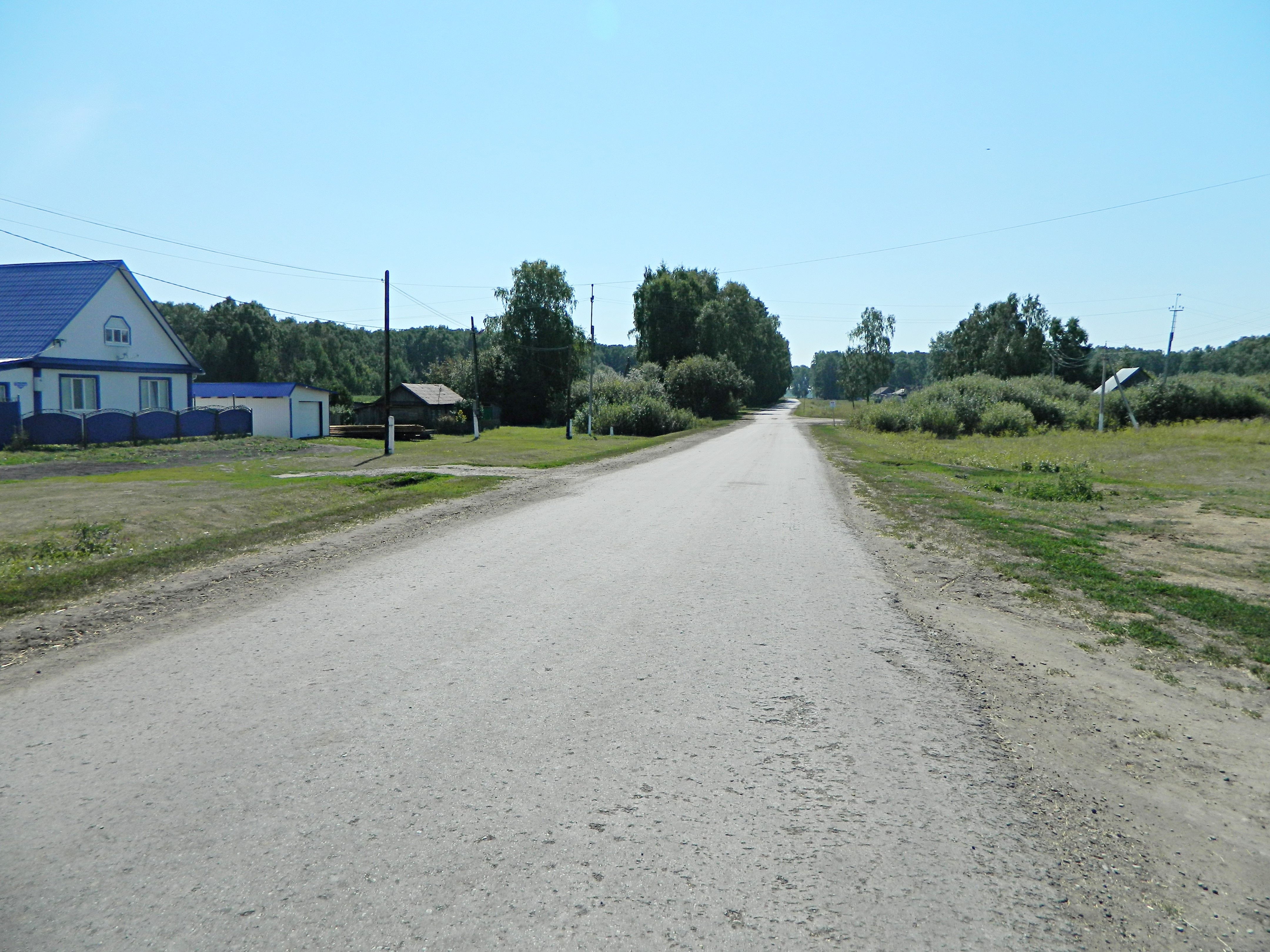
посёлок Дубровинский, Упоровский район.
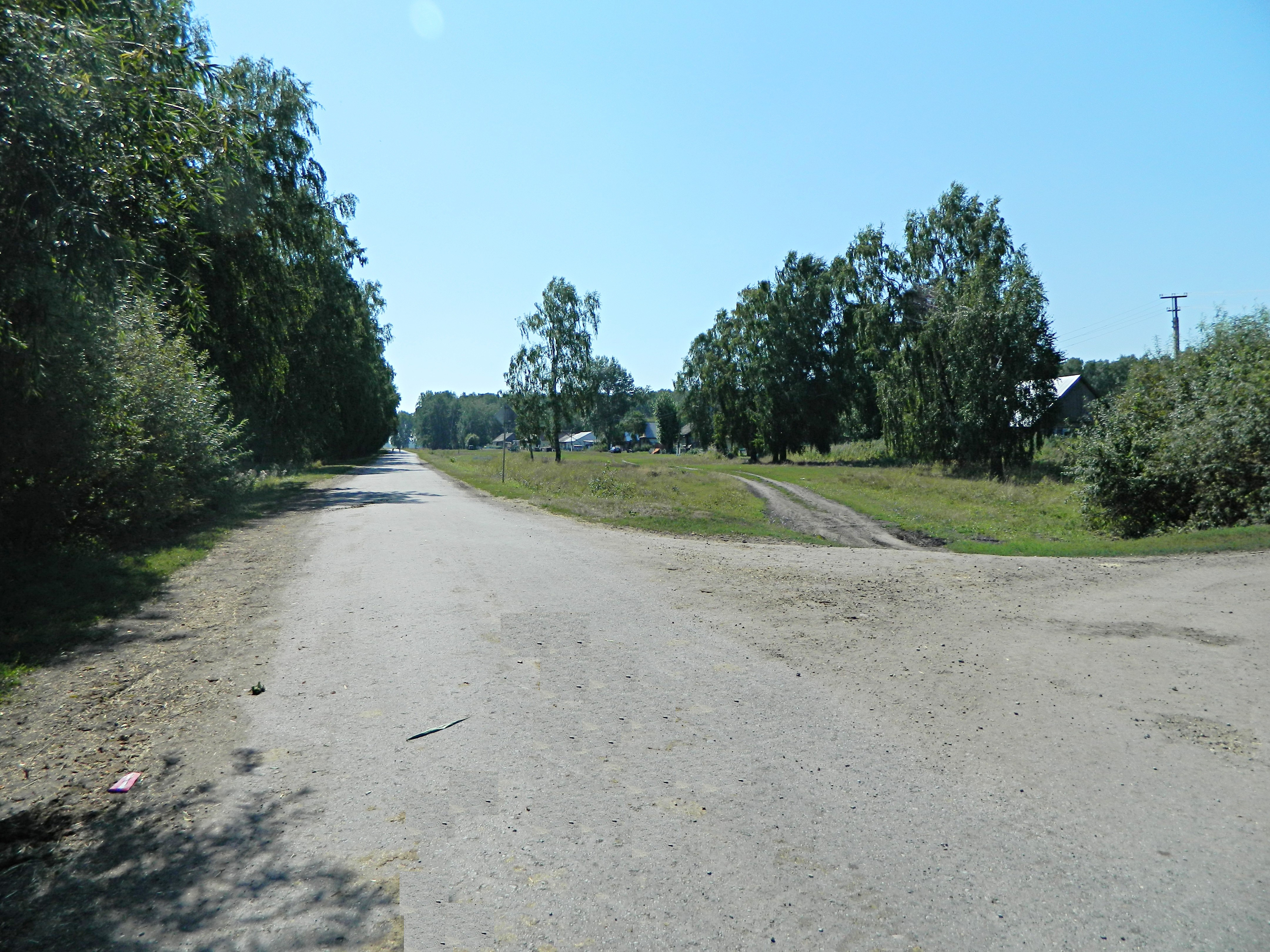
посёлок Дубровинский, Упоровский район.
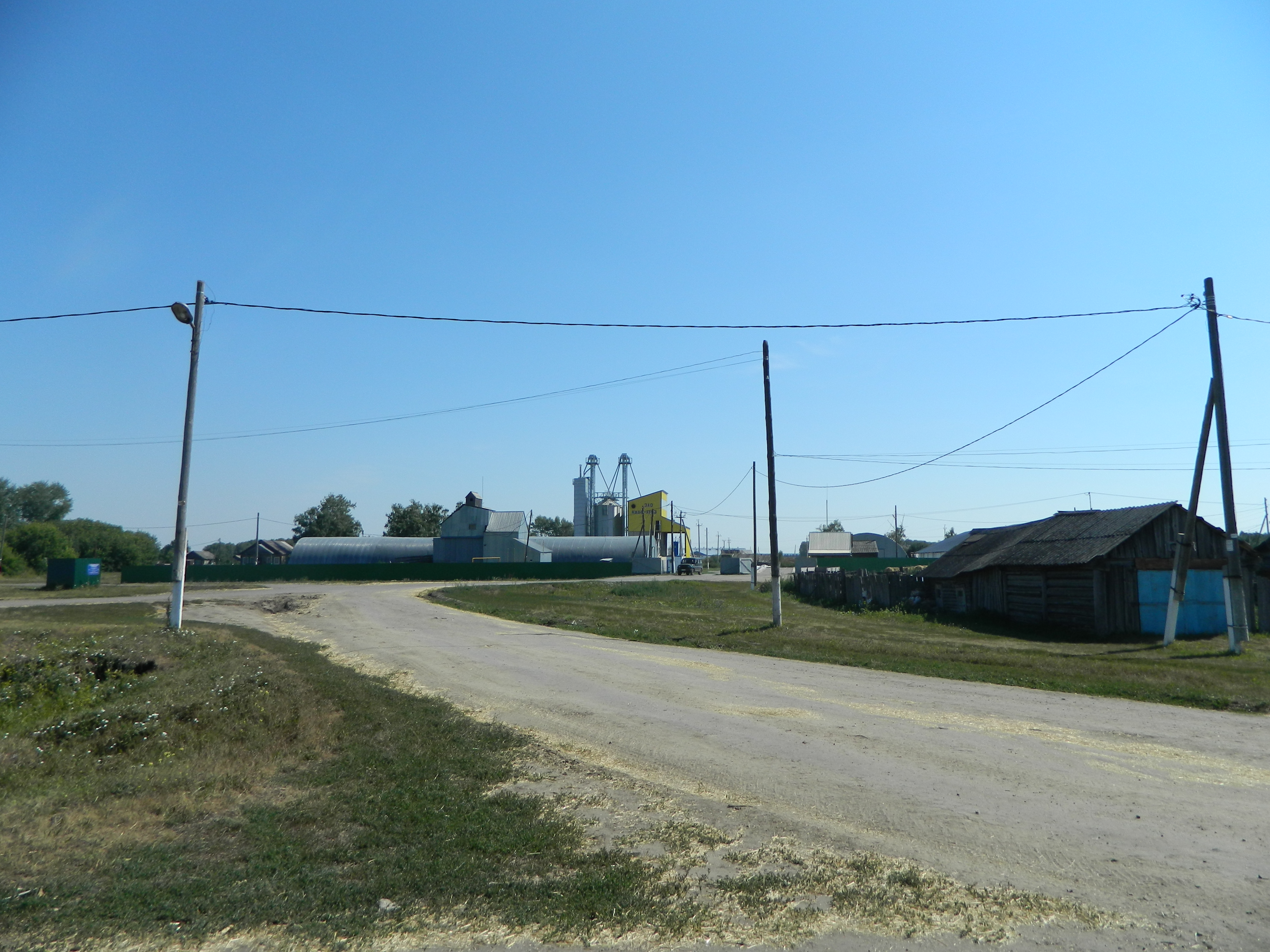
посёлок Дубровинский, Упоровский район.
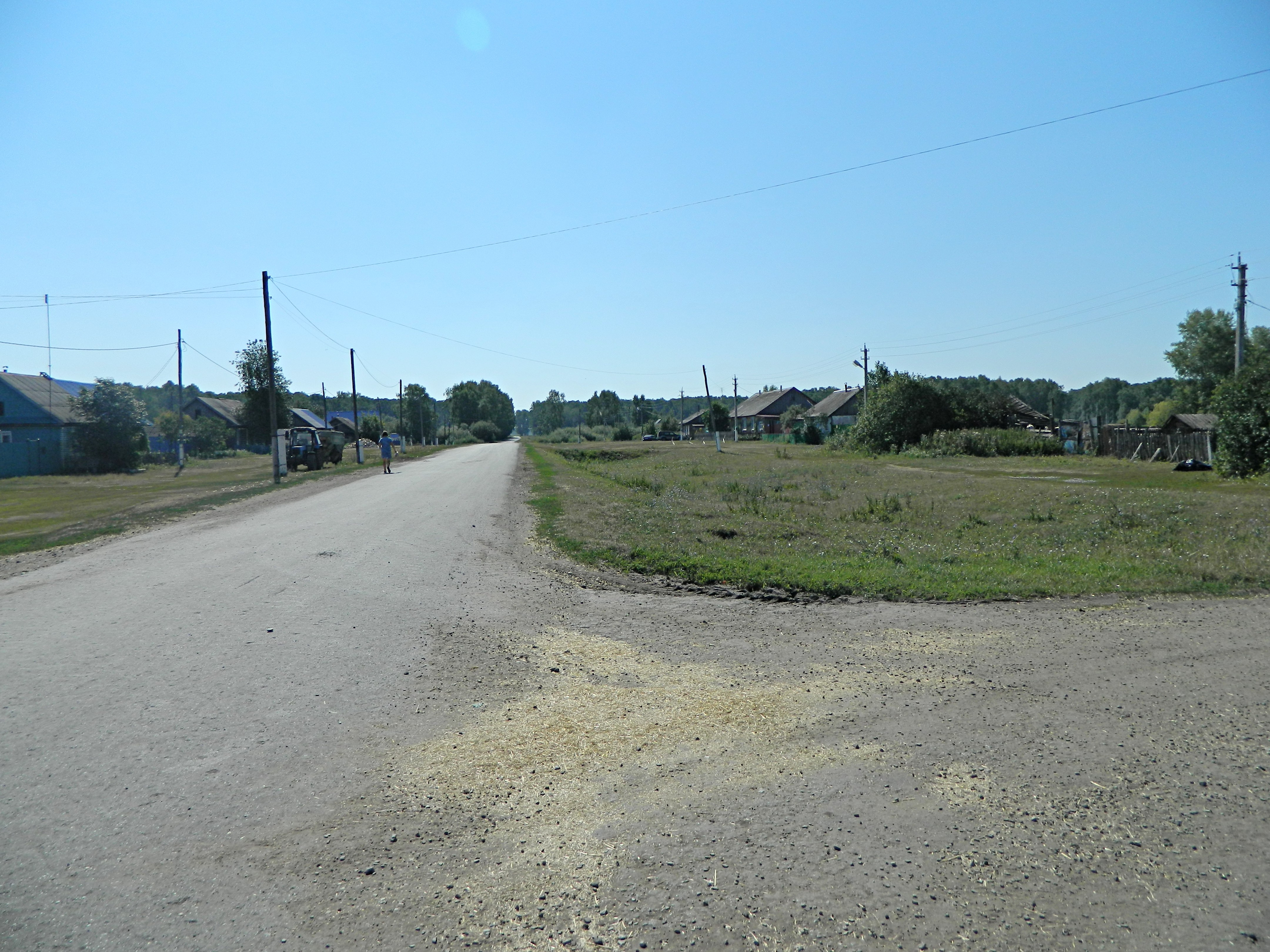
посёлок Дубровинский, Упоровский район.
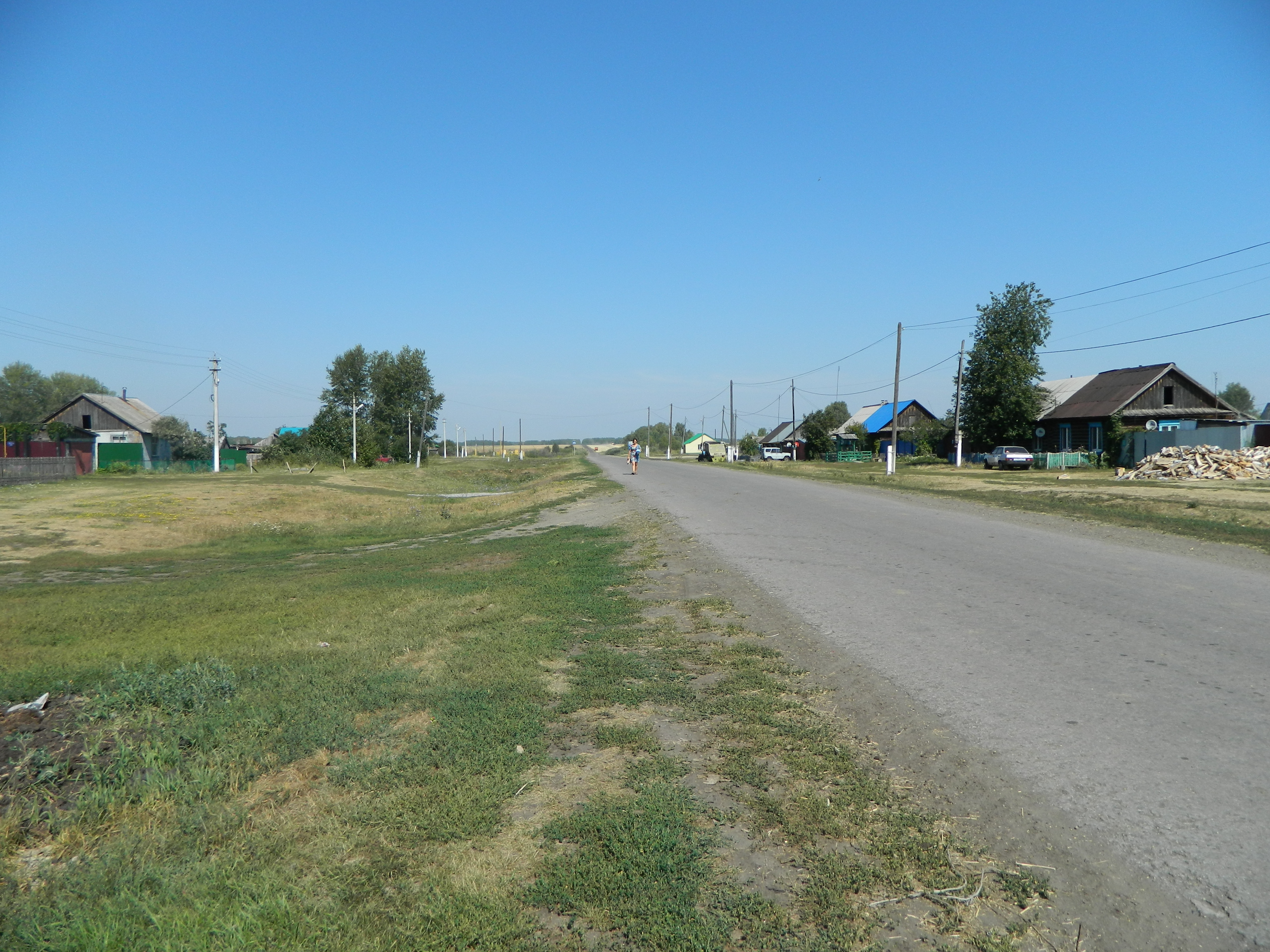
посёлок Дубровинский, Упоровский район.